# 砂大電鱝
砂大電鱝（學名：Tetronarce puelcha），又稱砂大電鰩，為軟骨魚綱電鰩目電鰩科大電鱝屬的一種，被IUCN列為極危保育類動物，分布於西南大西洋阿根廷及巴西海域，深度10至600公尺，體長可達110公分，棲息大陸棚及大陸坡沙泥底質水域，單獨活動，屬肉食性，在夜間捕食，體具有發電器官，用來防禦或捕食，卵胎生，生活習性不明。